# Rafael Cajiao Enríquez
Rafael Cajiao Enríquez fue un político ecuatoriano, primer alcalde de la ciudad de Latacunga. En total ocupó la alcaldía de Latacunga en cinco ocasiones distintas, la primera en 1947 y la última en 1972. Además fue presidente del consejo provincial de Cotopaxi (lo que actualmente equivale a prefecto).